# 웰스테디아속
웰스테디아속(wellstedia屬, 학명: Wellstedia 웰스테디아[*])은 지치목의 단형 과인 웰스테디아과(wellstedia科, 학명: Wellstediaceae 웰스테디아케아이[*])에 속하는 유일한 속이다. 과거에는 지치과 아래의 웰스테디아아과(Wellstedioideae)로 분류하기도 했으나, 지치목 워킹 그룹(Boraginales Working Group)의 2016년 분류에서는 분자계통학적 근거에 따라 별개의 과로 재분류했다.

## 하위 분류
- W. dinteri Pilg.
- W. filtuensis D.R.Hunt & Lebrun
- W. laciniata Thulin & A.Johanss.
- W. robusta Thulin
- W. socotrana Balf.f.
- W. somalensis Thulin & A.Johanss.